# Kii-Berge

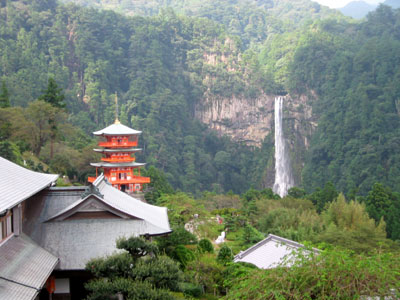
Der Tempel Seiganto-ji mit dem höchsten Wasserfall Japans

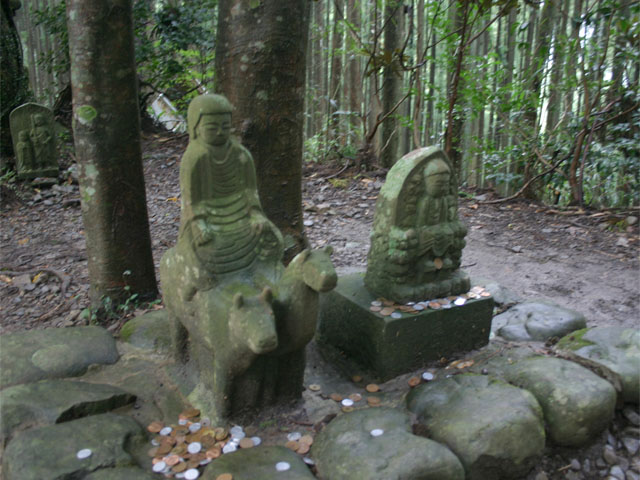
Statuen von Ochsen und Kind an einem Pilgerweg

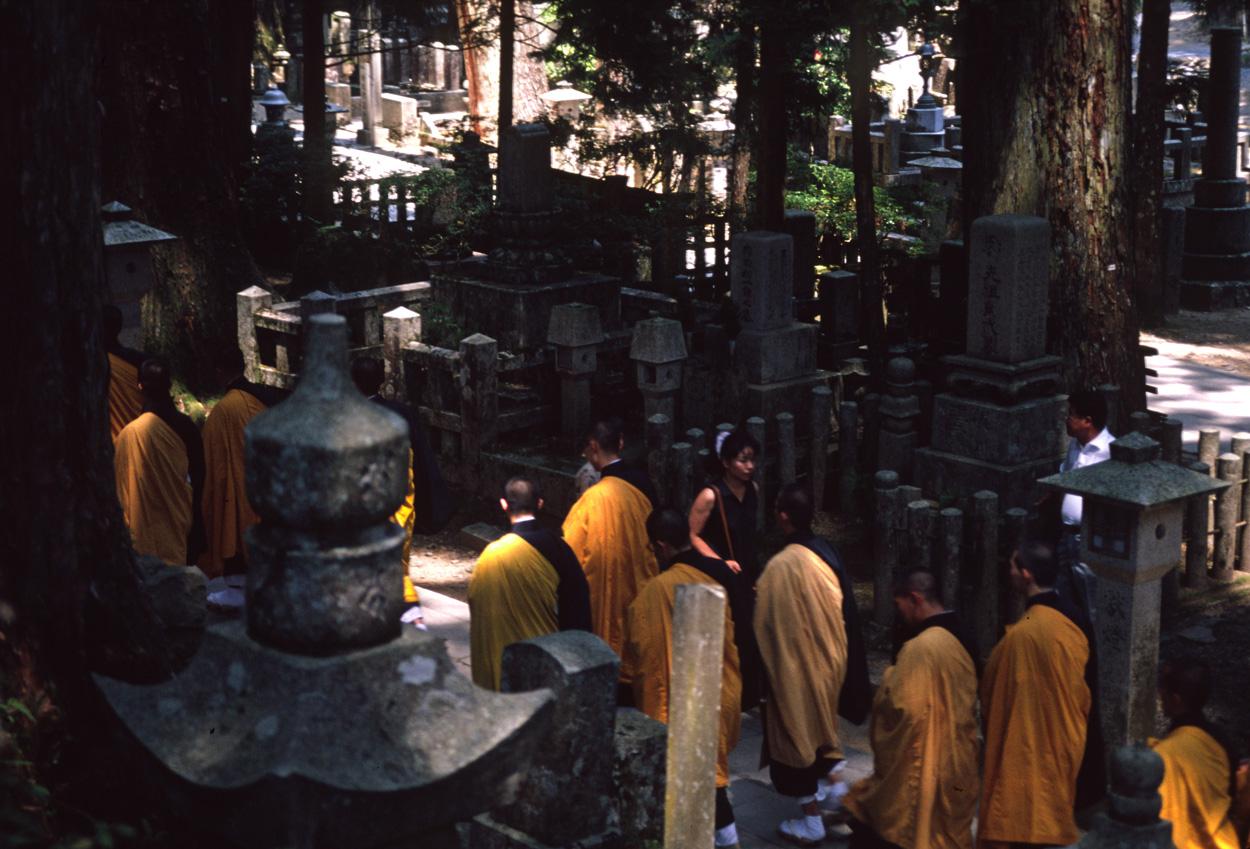
Buddhistische Mönche auf einem Friedhof auf dem Kōya-san

Die Kii-Berge (jap. 紀伊山地, Kii-sanchi) befinden sich auf der Kii-Halbinsel, einer der größten Halbinseln auf Honshū, der japanischen Hauptinsel. Die Region gehört zu den Präfekturen Wakayama, Nara und Mie.
Die Tradition des Gebietes als „Heilige Berge“ lässt sich 1.200 Jahre zurückverfolgen.
Das Gebirge besteht aus zerklüfteten Bergen von 1.000 bis 2.000 m Höhe und zeichnet sich durch eine hohe Niederschlagsmenge von 3.000 mm/Jahr aus. Es besitzt daher viele Wasserläufe, Flüsse und Wasserfälle.
2004 hat die UNESCO drei Orte in der dicht bewaldeten Gebirgsregion als Weltkulturerbe anerkannt:
- Yoshino und Ōmine, Gebirgsregionen im Norden der Halbinsel
- Kumano-sanzan an der Südspitze der Halbinsel, bestehend aus:
  - Kumano Hongū-Taisha
  - Kumano Hayatama-Taisha
  - Kumano Nachi-Taisha
  - Seiganto-ji
  - Fudarakusan-ji
- der Berg Kōya-san, das heilige Gebirge im Westen der Halbinsel

Diese Heiligtümer des Shintō sowie des Buddhismus sind durch alte Pilgerrouten mit den alten Hauptstädten Japans, Nara und Kyōto verbunden.
Neben den genannten Heiligtümern und seiner Naturschönheit bietet das Gebirge auch eine ganze Reihe einzelner Naturdenkmale (Quelle: UNESCO):
- große Kirschhaine, die auf das 10. Jahrhundert zurückgehen in Yoshinoyama und um den Schrein Kimpusen-ji
- ein der Legende nach von 1159 stammender Podocarpus nagi am Kumano Hayatama-Taisha
- der als Heiligtum geltende Nachi-Urwald als Teil Kumano-Schutzgebietes
- bis zu 500 Jahre alte Bäume um einen Friedhof am Kōya-san
- seit dem 15. Jahrhundert geschützte Silbertannenbestände an der Pilgerroute Ōmine Okugakemichi sowie alte Bestände von Siebolds Magnolie (Magnolia sieboldii) in deren Nähe
- alte, wohl bis 3.000 Jahre alte Zedern auf einem Schreingelände am Berggipfel des Tamakisan
- im 17. Jahrhundert gepflanzte Schwarzkiefern als Windschutz an der Küsten-Pilgerstraße

Das Gebiet zählt jährlich 15 Millionen Besucher.